# Muscoidea
Muscoidea è una  superfamiglia di insetti dell'ordine dei Ditteri.